# Can't Buy a Thrill
Can't Buy a Thrill  é o primeiro álbum de Steely Dan. Originalmente lançado em 1972, o álbum foi um enorme sucesso. Foi disco de ouro e, em seguida, platina, atingindo o 17º nas paradas. Em 2003, o álbum foi classificado como o 238º melhor Álbum de Todos os Tempos pela Revista Rolling Stone.
| Críticas profissionais                                                      | Críticas profissionais |
| Avaliações da crítica                                                       | Avaliações da crítica  |
| Fonte                                                                       | Avaliação              |
| --------------------------------------------------------------------------- | ---------------------- |
| Allmusic                                                                    | [ 2 ]                  |
| Robert Christgau                                                            | (A)                    |
| Rolling Stone                                                               | [ 4 ]                  |
| Esta tabela precisa de ser acompanhada por texto em prosa. Consulte o guia. |                        |

## Lista de Músicas

### Lado A
| #  | Música                      | Duração |
| -- | --------------------------- | ------- |
| 1. | Do It Again.                | 5:56    |
| 2. | Dirty Work.                 | 3:08    |
| 3. | Kings.                      | 3:45    |
| 4. | Midnight Cruiser.           | 4:08    |
| 5. | Only a Fool Would Say That. | 2:57    |

### Lado B
| #   | Música                                | Duração |
| --- | ------------------------------------- | ------- |
| 6.  | Reelin' in the Years.                 | 4:37    |
| 7.  | Fire in the Hole.                     | 3:28    |
| 8.  | Brooklyn (Owes the Charmer Under Me). | 4:21    |
| 9.  | Change of the Guard.                  | 3:39    |
| 10. | Turn That Heartbeat Over Again        | 4:58    |